# Vstupní draft NHL 2011
Vstupní draft NHL 2011 byl 49. vstupním draftem v historii NHL. Konal se 24. a 25. června 2011 v Xcel Energy Center v St. Paul, v Minnesotě, ve Spojených státech amerických (v domácí aréně Minnesota Wild). Minnesota hostila vstupní draft podruhé (poprvé to bylo na stadionu Minnesota North Stars v roce 1989).

## Největší naděje
Zdroj: Centrální úřad scoutingu NHL (NHL Central Scouting Bureau) konečné pořadí.
| Pořadí | Severoameričtí hráči v poli | Evropští hráči v poli |
| ------ | --------------------------- | --------------------- |
| 1      | Ryan Nugent-Hopkins (C)     | Adam Larsson (O)      |
| 2      | Gabriel Landeskog (PK)      | Mika Zibanejad (C)    |
| 3      | Jonathan Huberdeau (C)      | Jonas Brodin (O)      |
| 4      | Dougie Hamilton (O)         | Joel Armia (PK)       |
| 5      | Nathan Beaulieu (O)         | Dmitrij Jaškin (K)    |
| 6      | Sean Couturier (C)          | Oscar Klefbom (O)     |
| 7      | Sven Bärtschi (LK)          | Miikka Salomäki (C)   |
| 8      | Ryan Strome (C)             | Joachim Nermark (C)   |
| 9      | Ryan Murphy (O)             | Markus Granlund (C)   |
| 10     | Duncan Siemens (O)          | Rasmus Bengtsson (O)  |

| Pořadí | Severoameričtí brankáři | Evropští brankáři |
| ------ | ----------------------- | ----------------- |
| 1      | John Gibson             | Samu Perhonen     |
| 2      | Christopher Gibson      | Magnus Hellberg   |
| 3      | Jordan Binnington       | Jaroslav Pavelka  |

| Pořadí | Top 10 hráčů v poli     |
| ------ | ----------------------- |
| 1      | Ryan Nugent-Hopkins (C) |
| 2      | Adam Larsson (O)        |
| 3      | Sean Couturier (C)      |
| 4      | Gabriel Landeskog (PK)  |
| 5      | Dougie Hamilton (O)     |
| 6      | Mika Zibanejad (C)      |
| 7      | Jonathan Huberdeau (C)  |
| 8      | Ryan Murphy (O)         |
| 9      | Ryan Strome (C)         |
| 10     | Oscar Klefbom (O)       |

## Výběry v jednotlivých kolech
† = Hvězdy. Hráči jsou bráni jako hvězdy v případě, že kdykoliv v jejich kariéře byli vybráni do NHL All-Star Game.
Výběr kol draftu:
- 1. kolo
- 2. kolo
- 3. kolo
- 4. kolo
- 5. kolo
- 6. kolo
- 7. kolo

Legenda (hráčova pozice)

C Centr (Střední útočník)   O Obránce   Ú Útočník   B Brankář   LK Levé křídlo   PK Pravé křídlo

### 1. kolo
| Výběr # | Hráč                      | Národnost | Tým NHL                                | Z týmu                                 |
| ------- | ------------------------- | --------- | -------------------------------------- | -------------------------------------- |
| 1       | Ryan Nugent-Hopkins (C)   | Kanada    | Edmonton Oilers                        | Red Deer Rebels (WHL)                  |
| 2       | Gabriel Landeskog (PK)    | Švédsko   | Colorado Avalanche                     | Kitchener Rangers (OHL)                |
| 3       | Jonathan Huberdeau (C)    | Kanada    | Florida Panthers                       | Saint John Sea Dogs (QMJHL)            |
| 4       | Adam Larsson (O)          | Švédsko   | New Jersey Devils                      | Skellefteå AIK (SEL)                   |
| 5       | Ryan Strome (C)           | Kanada    | New York Islanders                     | Niagara IceDogs (OHL)                  |
| 6       | Mika Zibanejad (C)        | Švédsko   | Ottawa Senators                        | Djurgårdens IF Hockey (SEL)            |
| 7       | Mark Scheifele (C)        | Kanada    | Winnipeg Jets                          | Barrie Colts (OHL)                     |
| 8       | Sean Couturier (C)        | Kanada    | Philadelphia Flyers (z Columbusu)      | Drummondville Voltigeurs (QMJHL)       |
| 9       | Dougie Hamilton (O)       | Kanada    | Boston Bruins (z Toronta)              | Niagara IceDogs (OHL)                  |
| 10      | Jonas Brodin (O)          | Švédsko   | Minnesota Wild                         | Färjestads BK (SEL)                    |
| 11      | Duncan Siemens (O)        | Kanada    | Colorado Avalanche (from St. Louis)    | Saskatoon Blades (WHL)                 |
| 12      | Ryan Murphy (O)           | Kanada    | Carolina Hurricanes                    | Kitchener Rangers (OHL)                |
| 13      | Sven Bärtschi (LK)        | Švýcarsko | Calgary Flames                         | Portland Winterhawks (WHL)             |
| 14      | Jamie Oleksiak (O)        | Kanada    | Dallas Stars                           | Northeastern Huskies (Hockey East)     |
| 15      | J.T. Miller (LK)          | USA       | New York Rangers                       | US NTDP (USHL)                         |
| 16      | Joel Armia (PK)           | Finsko    | Buffalo Sabres                         | Ässät (SM-liiga)                       |
| 17      | Nathan Beaulieu (O)       | Kanada    | Montreal Canadiens                     | Saint John Sea Dogs (QMJHL)            |
| 18      | Mark McNeill (C)          | Kanada    | Chicago Blackhawks                     | Prince Albert Raiders (WHL)            |
| 19      | Oscar Klefbom (O)         | Švédsko   | Edmonton Oilers (z Los Angeles)        | Färjestads BK (SEL)                    |
| 20      | Connor Murphy (O)         | USA       | Phoenix Coyotes                        | US NTDP (USHL)                         |
| 21      | Stefan Noesen (PK)        | USA       | Ottawa Senators (z Nashvillu)          | Plymouth Whalers (OHL)                 |
| 22      | Tyler Biggs (PK)          | USA       | Toronto Maple Leafs (z Anaheimu)       | US NTDP (USHL)                         |
| 23      | Joe Morrow (O)            | Kanada    | Pittsburgh Penguins                    | Portland Winterhawks (WHL)             |
| 24      | Matthew Puempel (LK)      | Kanada    | Ottawa Senators (z Detroitu)           | Peterborough Petes (OHL)               |
| 25      | Stuart Percy (O)          | Kanada    | Toronto Maple Leafs (z Philadelphie)   | Mississauga St. Michael's Majors (OHL) |
| 26      | Phillip Danault (LK)      | Kanada    | Chicago Blackhawks (z Washingtonu)     | Victoriaville Tigres (QMJHL)           |
| 27      | Vladislav Naměstnikov (C) | Rusko     | Tampa Bay Lightning                    | London Knights (OHL)                   |
| 28      | Zack Phillips (C)         | Kanada    | Minnesota Wild (ze San Jose)           | Saint John Sea Dogs (QMJHL)            |
| 29      | Nicklas Jensen (LK)       | Dánsko    | Vancouver Canucks                      | Oshawa Generals (OHL)                  |
| 30      | Rickard Rakell (PK)       | Švédsko   | Anaheim Ducks (z Bostonu přes Toronto) | Plymouth Whalers (OHL)                 |

### 2. kolo
| Výběr # | Hráč                       | Národnost | Tým NHL                                                   | Z týmu                                   |
| ------- | -------------------------- | --------- | --------------------------------------------------------- | ---------------------------------------- |
| 31      | David Musil (O)            | Česko     | Edmonton Oilers                                           | Vancouver Giants (WHL)                   |
| 32      | Ty Rattie (PK)             | Kanada    | St. Louis Blues (z Colorada)                              | Portland Winterhawks (WHL)               |
| 33      | Rocco Grimaldi (C)         | USA       | Florida Panthers                                          | US NTDP (USHL)                           |
| 34      | Scott Mayfield (O)         | USA       | New York Islanders                                        | Youngstown Phantoms (USHL)               |
| 35      | Tomáš Jurčo (PK)           | Slovensko | Detroit Red Wings (z Ottawy)                              | Saint John Sea Dogs (QMJHL)              |
| 36      | Adam Clendening (O)        | USA       | Chicago Blackhawks (z Winnipegu)                          | Boston University Terriers (Hockey East) |
| 37      | Boone Jenner (C)           | Kanada    | Columbus Blue Jackets                                     | Oshawa Generals (OHL)                    |
| 38      | Magnus Hellberg (B)        | Švédsko   | Nashville Predators (z New Jersey)                        | Almtuna IS (HockeyAllsvenskan)           |
| 39      | John Gibson (B)            | USA       | Anaheim Ducks (z Toronta)                                 | US NTDP (USHL)                           |
| 40      | Alexandr Chochlačov (C/LK) | Rusko     | Boston Bruins (z Minnesoty)                               | Windsor Spitfires (OHL)                  |
| 41      | Dmitrij Jaškin (PK)        | Česko     | St. Louis Blues                                           | HC Slavia Praha (ELH)                    |
| 42      | Victor Rask (C)            | Švédsko   | Carolina Hurricanes                                       | Leksands IF (Švédsko Jrs.)               |
| 43      | Brandon Saad (LK)          | USA       | Chicago Blackhawks (z Calgary přes Toronto)               | Saginaw Spirit (OHL)                     |
| 44      | Brett Ritchie (PK)         | Kanada    | Dallas Stars                                              | Sarnia Sting (OHL)                       |
| 45      | Markus Granlund (C)        | Finsko    | Calgary Flames (z NY Rangers)                             | HIFK (SM-liiga)                          |
| 46      | Joel Edmundson (O)         | Kanada    | St. Louis Blues (z Buffala)                               | Moose Jaw Warriors (WHL)                 |
| 47      | Matthew Nieto (LK)         | USA       | San Jose Sharks (z Montrealu přes Floridu)                | Boston University Terriers (Hockey East) |
| 48      | Xavier Ouellet (O)         | Kanada    | Detroit Red Wings (z Chicaga přes Ottawu)                 | Montreal Junior Hockey Club (QMJHL)      |
| 49      | Christopher Gibson (B)     | Finsko    | Los Angeles Kings                                         | Chicoutimi Saguenéens (QMJHL)            |
| 50      | Johan Sundström (C)        | Švédsko   | New York Islanders (z Montrealu)                          | Frölunda HC (SEL)                        |
| 51      | Alexander Ruuttu (C)       | Finsko    | Phoenix Coyotes                                           | Jokerit (SM-Liiga)                       |
| 52      | Miikka Salomäki (PK)       | Finsko    | Nashville Predators                                       | Oulun Kärpät (SM-liiga)                  |
| 53      | William Karlsson (C)       | Švédsko   | Anaheim Ducks                                             | VIK Västerås HK (Švédsko Jrs.)           |
| 54      | Scott Harrington (O)       | Kanada    | Pittsburgh Penguins                                       | London Knights (OHL)                     |
| 55      | Ryan Sproul (O)            | Kanada    | Detroit Red Wings                                         | Sault Ste. Marie Greyhounds (OHL)        |
| 56      | Lucas Lessio (LK)          | Kanada    | Phoenix Coyotes (z Philadelphie)                          | Oshawa Generals (OHL)                    |
| 57      | Tyler Wotherspoon (O)      | Kanada    | Calgary Flames (z Washingtonu přes Carolinu a NY Rangers) | Portland Winterhawks (WHL)               |
| 58      | Nikita Kučerov (K)         | Rusko     | Tampa Bay Lightning                                       | CSKA Moskva (KHL)                        |
| 59      | Rasmus Bengtsson (O)       | Švédsko   | Florida Panthers (ze San Jose)                            | Rögle BK (Švédsko Jrs.)                  |
| 60      | Mario Lucia (LK)           | USA       | Minnesota Wild (z Vancouveru)                             | Wayzata High School (USHS-MN)            |
| 61      | Shane Prince (C)           | USA       | Ottawa Senators (z Bostonu)                               | Ottawa 67's (OHL)                        |

### 3. kolo
| Výběr # | Hráč                   | Národnost | Tým NHL                                           | Z týmu                                 |
| ------- | ---------------------- | --------- | ------------------------------------------------- | -------------------------------------- |
| 62      | Samu Perhonen (B)      | Finsko    | Edmonton Oilers                                   | Jyp Jr. (Finsko Jr.)                   |
| 63      | Andrej Pedan (O)       | Rusko     | New York Islanders (z Colorada)                   | Guelph Storm (OHL)                     |
| 64      | Vincent Trocheck (C)   | USA       | Florida Panthers                                  | Saginaw Spirit (OHL)                   |
| 65      | Joseph Cramarossa (C)  | Kanada    | Anaheim Ducks (z NY Islanders)                    | Mississauga St. Michael's Majors (OHL) |
| 66      | Thomas Tynan (C)       | USA       | Columbus Blue Jackets (z Ottawy)                  | Notre Dame Fighting Irish (CCHA)       |
| 67      | Adam Lowry (LK)        | Kanada    | Winnipeg Jets                                     | Swift Current Broncos (WHL)            |
| 68      | Nick Cousins (C)       | Kanada    | Philadelphia Flyers (z Columbusu)                 | Sault Ste. Marie Greyhounds (OHL)      |
| 69      | Propadlý výběr         |           | New Jersey Devils                                 |                                        |
| 70      | Michael Paliotta (O)   | USA       | Chicago Blackhawks (z Toronta)                    | US NTDP (USHL)                         |
| 71      | David Honzík (B)       | Česko     | Vancouver Canucks (z Minnesoty)                   | Victoriaville Tigres (QMJHL)           |
| 72      | Steven Fogarty (C)     | USA       | New York Rangers (ze St. Louis)                   | Edina High School (USHS-MN)            |
| 73      | Keegan Lowe (O)        | USA       | Carolina Hurricanes                               | Edmonton Oil Kings (WHL)               |
| 74      | Travis Ewanyk (LK)     | Kanada    | Edmonton Oilers (z Calgary)                       | Edmonton Oil Kings (WHL)               |
| 75      | Blake Coleman (C)      | USA       | New Jersey Devils (z Dallasu)                     | Indiana Ice (USHL)                     |
| 76      | Logan Shaw (PK)        | Kanada    | Florida Panthers (z NY Rangers)                   | Cape Breton Screaming Eagles (QMJHL)   |
| 77      | Daniel Catenacci (C)   | Kanada    | Buffalo Sabres                                    | Sault Ste. Marie Greyhounds (OHL)      |
| 78      | Brennan Serville (O)   | Kanada    | Winnipeg Jets (z Montrealu)                       | Stouffville Spirit (OJHL)              |
| 79      | Klas Dahlbeck (O)      | Švédsko   | Chicago Blackhawks                                | Linköpings HC (SEL)                    |
| 80      | Andy Andreoff (C)      | Kanada    | Los Angeles Kings                                 | Oshawa Generals (OHL)                  |
| 81      | Anthony Camara (LK)    | Kanada    | Boston Bruins (z Phoenixu)                        | Saginaw Spirit (OHL)                   |
| 82      | Nicholas Shore (C)     | USA       | Los Angeles Kings (z Nashvillu)                   | Denver Pioneers (WCHA)                 |
| 83      | Andy Welinsky (O)      | USA       | Anaheim Ducks                                     | Green Bay Gamblers (USHL)              |
| 84      | Harrison Ruopp (O)     | Kanada    | Phoenix Coyotes (z Pittsburghu přes Philadelphii) | Prince Albert Raiders (WHL)            |
| 85      | Alan Quine (C)         | Kanada    | Detroit Red Wings                                 | Peterborough Petes (OHL)               |
| 86      | Josh Leivo (LK)        | Kanada    | Toronto Maple Leafs (z Philadelphie)              | Sudbury Wolves (OHL)                   |
| 87      | Jonathan Racine (O)    | Kanada    | Florida Panthers (z Washingtonu)                  | Shawinigan Cataractes (QMJHL)          |
| 88      | Jordan Binnington (B)  | Kanada    | St. Louis Blues (z Tampy Bay)                     | Owen Sound Attack (OHL)                |
| 89      | Justin Sefton (O)      | Kanada    | San Jose Sharks                                   | Sudbury Wolves (OHL)                   |
| 90      | Alexandre Grenier (PK) | Kanada    | Vancouver Canucks                                 | Halifax Mooseheads (QMJHL)             |
| 91      | Kyle Rau (C)           | USA       | Florida Panthers (z Bostonu)                      | Eden Prairie High School (USHS-MN)     |

### 4. kolo
| Výběr # | Hráč                    | Národnost | Tým NHL                                        | Z týmu                                   |
| ------- | ----------------------- | --------- | ---------------------------------------------- | ---------------------------------------- |
| 92      | Dillon Simpson (O)      | Kanada    | Edmonton Oilers                                | North Dakota Fighting Sioux (WCHA)       |
| 93      | Joachim Nermark (C)     | Švédsko   | Colorado Avalanche                             | Linköpings HC (SEL)                      |
| 94      | Josh Shalla (LK)        | Kanada    | Nashville Predators (z Floridy)                | Saginaw Spirit (OHL)                     |
| 95      | Robbie Russo (O)        | USA       | New York Islanders                             | US NTDP (USHL)                           |
| 96      | Jean-Gabriel Pageau (C) | Kanada    | Ottawa Senators                                | Gatineau Olympiques (QMJHL)              |
| 97      | Josiah Didier (O)       | USA       | Montreal Canadiens (z Winnipegu)               | Cedar Rapids RoughRiders (USHL)          |
| 98      | Mike Reilly (O)         | USA       | Columbus Blue Jackets                          | Shattuck-Saint Mary's (USHS-MN)          |
| 99      | Reid Boucher (C)        | USA       | New Jersey Devils                              | US NTDP (USHL)                           |
| 100     | Tom Nilsson (O)         | Švédsko   | Toronto Maple Leafs                            | Mora IK (Švédsko Jrs.)                   |
| 101     | Joseph LaBate (C)       | USA       | Vancouver Canucks (z Minnesoty)                | Academy of Holy Angels (USHS-MN)         |
| 102     | Yannick Veilleux (LK)   | Kanada    | St. Louis Blues                                | Shawinigan (QMJHL)                       |
| 103     | Gregory Hofmann (C)     | Švýcarsko | Carolina Hurricanes                            | HC Ambrì-Piotta (NL A)                   |
| 104     | John Gaudreau (LK)      | USA       | Calgary Flames                                 | Dubuque Fighting Saints (USHL)           |
| 105     | Emil Molin (C)          | Švédsko   | Dallas Stars                                   | Brynäs IF Jr. (J20 Superelit)            |
| 106     | Michael St. Croix (C)   | Kanada    | New York Rangers                               | Edmonton Oil Kings (WHL)                 |
| 107     | Colin Jacobs (C)        | USA       | Buffalo Sabres                                 | Seattle Thunderbirds (WHL)               |
| 108     | Oliver Archambault (LK) | Kanada    | Montreal Canadiens (z Montrealu přes Winnipeg) | Val-d'Or Foreurs (QMJHL)                 |
| 109     | Maxim Šalunov (PK)      | Rusko     | Chicago Blackhawks                             | Traktor Čeljabinsk (KHL)                 |
| 110     | Michael Mersch (LK)     | USA       | Los Angeles Kings                              | Wisconsin Badgers (WCHA)                 |
| 111     | Kale Kessy (LK)         | Kanada    | Phoenix Coyotes                                | Medicine Hat Tigers (WHL)                |
| 112     | Garrett Noonan (O)      | USA       | Nashville Predators                            | Boston University Terriers (Hockey East) |
| 113     | Magnus Nygren (O)       | Švédsko   | Montreal Canadiens (z Anaheimu)                | Färjestads BK (SEL)                      |
| 114     | Tobias Rieder (C)       | Německo   | Edmonton Oilers (z Pittsburghu)                | Kitchener Rangers (OHL)                  |
| 115     | Marek Tvrdoň (PK)       | Slovensko | Detroit Red Wings                              | Vancouver Giants (WHL)                   |
| 116     | Colin Suellentrop (O)   | USA       | Philadelphia Flyers                            | Oshawa Generals (OHL)                    |
| 117     | Steffen Soberg (B)      | Norsko    | Washington Capitals                            | Manglerud Star (GET-ligaen)              |
| 118     | Marcel Noebels (LK)     | Německo   | Philadelphia Flyers (z Tampy Bay)              | Seattle Thunderbirds (WHL)               |
| 119     | Zachary Yuen (O)        | Kanada    | Winnipeg Jets (ze San Jose)                    | Tri-City Americans (WHL)                 |
| 120     | Ludwig Blomstrand (LK)  | Švédsko   | Vancouver Canucks                              | Djurgården Jr. (Švédsko Jrs.)            |
| 121     | Brian Ferlin (PK)       | USA       | Boston Bruins                                  | Indiana Ice (USHL)                       |

### 5. kolo
| Výběr # | Hráč                    | Národnost | Tým NHL                                              | Z týmu                             |
| ------- | ----------------------- | --------- | ---------------------------------------------------- | ---------------------------------- |
| 122     | Martin Gernát (O)       | Slovensko | Edmonton Oilers                                      | Košice Jr (Slovak Jr.)             |
| 123     | Garrett Meurs (C)       | Kanada    | Colorado Avalanche                                   | Plymouth Whalers (OHL)             |
| 124     | Jaroslav Kosov (Ú)      | Rusko     | Florida Panthers                                     | Magnitogorsk 2 (MHL)               |
| 125     | John Persson (LK)       | Švédsko   | New York Islanders                                   | Red Deer Rebels (WHL)              |
| 126     | Fredrik Claesson (LK)   | Švédsko   | Ottawa Senators                                      | Djurgårdens IF (SEL)               |
| 127     | Brenden Kichton (O)     | Kanada    | New York Islanders (z Winnipegu)                     | Spokane Chiefs (WHL)               |
| 128     | Seth Ambroz (PK)        | USA       | Columbus Blue Jackets                                | Omaha Lancers (USHL)               |
| 129     | Blake Pietila (LK)      | USA       | New Jersey Devils                                    | US NTDP (USHL)                     |
| 130     | Tony Cameranesi (C)     | USA       | Toronto Maple Leafs                                  | Wayzata High School (USHS-MN)      |
| 131     | Nick Seeler (O)         | USA       | Minnesota Wild                                       | Eden Prairie High School (USHS-MN) |
| 132     | Niklas Lundström (B)    | Švédsko   | St. Louis Blues                                      | AIK IF (SEL)                       |
| 133     | Sean Kuraly (C)         | USA       | San Jose Sharks (z Caroliny přes Floridu a Winnipeg) | Indiana Ice (USHL)                 |
| 134     | Shane McColgan (PK)     | USA       | New York Rangers (z Calgary)                         | Kelowna Rockets (WHL)              |
| 135     | Troy Vance (O)          | USA       | Dallas Stars                                         | Victoriaville Tigres (QMJHL)       |
| 136     | Samuel Noreau (O)       | Kanada    | New York Rangers                                     | Baie-Comeau Drakkar (QMJHL)        |
| 137     | Alex Lepkowski (O)      | USA       | Buffalo Sabres                                       | Barrie Colts (OHL)                 |
| 138     | Darren Dietz (O)        | Kanada    | Montreal Canadiens                                   | Saskatoon Blades (WHL)             |
| 139     | Andrew Shaw (C)         | Kanada    | Chicago Blackhawks                                   | Owen Sound Attack (OHL)            |
| 140     | Joel Lowry (LK)         | Kanada    | Los Angeles Kings                                    | Victoria Grizzlies (BCHL)          |
| 141     | Darian Dziurzynski (LK) | Kanada    | Phoenix Coyotes                                      | Saskatoon Blades (WHL)             |
| 142     | Simon Karlsson (O)      | Švédsko   | Nashville Predators                                  | Malmö Redhawks (Švédsko Jrs.)      |
| 143     | Max Friberg (LK)        | Švédsko   | Anaheim Ducks                                        | Skövde (Švédsko Tier III)          |
| 144     | Dominik Uher (C)        | Česko     | Pittsburgh Penguins                                  | Spokane Chiefs (WHL)               |
| 145     | Philippe Hudon (C/RW)   | Kanada    | Detroit Red Wings                                    | Choate Rosemary Hall (USHS-CT)     |
| 146     | Mattias Bäckman (O)     | Švédsko   | Detroit Red Wings (z Philadelphie)                   | Linköpings HC (SEL)                |
| 147     | Patrick Koudys (O)      | Kanada    | Washington Capitals                                  | Rensselaer (ECAC)                  |
| 148     | Nikita Něstěrov (O)     | Rusko     | Tampa Bay Lightning                                  | Belye Medvedi (MHL)                |
| 149     | Austen Brassard (PK)    | Kanada    | Winnipeg Jets (ze San Jose)                          | Belleville Bulls (OHL)             |
| 150     | Frankie Corrado (O)     | Kanada    | Vancouver Canucks                                    | Sudbury Wolves (OHL)               |
| 151     | Rob O'Gara (O)          | USA       | Boston Bruins                                        | Milton Academy (USHS-MA)           |

### 6. kolo
| Výběr # | Hráč                   | Národnost | Tým NHL                                   | Z týmu                                 |
| ------- | ---------------------- | --------- | ----------------------------------------- | -------------------------------------- |
| 152     | David Broll (LK)       | Kanada    | Toronto Maple Leafs (z Edmontonu)         | Sault Ste. Marie Greyhounds (OHL)      |
| 153     | Gabriel Beaupre (O)    | Kanada    | Colorado Avalanche                        | Val-d'Or Foreurs (QMJHL)               |
| 154     | Edward Wittchow (O)    | USA       | Florida Panthers                          | Burnsville High School (USHS-MN)       |
| 155     | Andrew Fritsch (PK)    | Kanada    | Phoenix Coyotes (z NY Islanders)          | Owen Sound Attack (OHL)                |
| 156     | Darren Kramer (C)      | Kanada    | Ottawa Senators                           | Spokane Chiefs (WHL)                   |
| 157     | Jason Kasdorf (B)      | Kanada    | Winnipeg Jets                             | Portage Terriers (MJHL)                |
| 158     | Lukáš Sedlák (C)       | Česko     | Columbus Blue Jackets                     | Budejovice Jr. (Czech Jr.)             |
| 159     | Reece Scarlett (O)     | Kanada    | New Jersey Devils                         | Swift Current Broncos (WHL)            |
| 160     | Josh Manson (O)        | Kanada    | Anaheim Ducks (z Toronta)                 | Salmon Arm Silverbacks (BCHL)          |
| 161     | Stephen Michalek (B)   | USA       | Minnesota Wild                            | Loomis-Chaffee School (USHS-CT)        |
| 162     | Ryan Tesink (C)        | Kanada    | St. Louis Blues                           | Saint John Sea Dogs (QMJHL)            |
| 163     | Matt Mahalak (B)       | USA       | Carolina Hurricanes                       | Plymouth Whalers (OHL)                 |
| 164     | Laurent Brossoit (B)   | Kanada    | Calgary Flames                            | Edmonton Oil Kings (WHL)               |
| 165     | Matěj Stránský (PK)    | Česko     | Dallas Stars                              | Saskatoon Blades (WHL)                 |
| 166     | Daniil Sobčenko (C)    | Rusko     | San Jose Sharks (z NY Rangers)            | Lokomotiv Yaroslavl (KHL)              |
| 167     | Nathan Lieuwen (B)     | Kanada    | Buffalo Sabres                            | Kootenay Ice (WHL)                     |
| 168     | Daniel Přibyl (C)      | Česko     | Montreal Canadiens                        | Sparta Jr. (Czech Jr.)                 |
| 169     | Sam Jardine (O)        | Kanada    | Chicago Blackhawks                        | Camrose Kodiaks (AJHL)                 |
| 170     | Chasen Balisy (C)      | USA       | Nashville Predators (z Los Angeles)       | Western Michigan University (CCHA)     |
| 171     | Max McCormick (LK)     | USA       | Ottawa Senators (z Phoenixu přes Anaheim) | Sioux City Musketeers (USHL)           |
| 172     | Peter Čerešňák (O)     | Slovensko | New York Rangers (z Nashvillu)            | Trencin Jr. (Slovak Jr.)               |
| 173     | Dennis Robertson (O)   | Kanada    | Toronto Maple Leafs (z Anaheimu)          | Brown University (ECAC)                |
| 174     | Josh Archibald (K)     | Kanada    | Pittsburgh Penguins                       | Brainerd High School (USHS-MN)         |
| 175     | Richard Nedomlel (O)   | Česko     | Detroit Red Wings                         | Swift Current Broncos (WHL)            |
| 176     | Petr Plaček (PK)       | Česko     | Philadelphia Flyers                       | Hotchkiss School (USHS-CT)             |
| 177     | Travis Boyd (C)        | USA       | Washington Capitals                       | US NTDP (USHL)                         |
| 178     | Adam Wilcox (B)        | USA       | Tampa Bay Lightning                       | Green Bay Gamblers (USHL)              |
| 179     | Dylan Demelo (O)       | Kanada    | San Jose Sharks                           | Mississauga St. Michael's Majors (OHL) |
| 180     | Pathrik Westerholm (C) | Švédsko   | Vancouver Canucks                         | Malmö Redhawks (Švédsko Jrs.)          |
| 181     | Lars Volden (B)        | Norsko    | Boston Bruins                             | Blues Jr. (Finsko Jr.)                 |

### 7. kolo
| Výběr # | Hráč                     | Národnost | Tým NHL                                   | Z týmu                                  |
| ------- | ------------------------ | --------- | ----------------------------------------- | --------------------------------------- |
| 182     | Frans Tuohimaa (B)       | Finsko    | Edmonton Oilers                           | Jokerit JR. (Finsko Jr.)                |
| 183     | Dillon Donnelly (O)      | USA       | Colorado Avalanche                        | Shawinigan Cataractes (QMJHL)           |
| 184     | Iiro Pakarinen (PK)      | Finsko    | Florida Panthers                          | KalPa (SM-liiga)                        |
| 185     | Mitchell Theoret (C)     | Kanada    | New York Islanders                        | Niagara IceDogs (OHL)                   |
| 186     | Jordan Fransoo (O)       | Kanada    | Ottawa Senators                           | Brandon Wheat Kings (WHL)               |
| 187     | Aaron Harstad (O)        | USA       | Winnipeg Jets                             | Green Bay Gamblers (USHL)               |
| 188     | Anton Forsberg (B)       | Švédsko   | Columbus Blue Jackets                     | Modo Jr. (Švédsko Jrs.)                 |
| 189     | Patrick Daly (O)         | USA       | New Jersey Devils                         | Benilde-St. Margaret's School (USHS-MN) |
| 190     | Garret Sparks (B)        | USA       | Toronto Maple Leafs                       | Guelph Storm (OHL)                      |
| 191     | Tyler Graovac (C)        | Kanada    | Minnesota Wild                            | Ottawa 67's (OHL)                       |
| 192     | Teemu Eronen (O)         | Finsko    | St. Louis Blues                           | Jokerit (SM-liiga)                      |
| 193     | Brody Sutter (C)         | Kanada    | Carolina Hurricanes                       | Lethbridge Hurricanes (WHL)             |
| 194     | Colin Blackwell (C)      | USA       | San Jose Sharks (z Calgary přes Winnipeg) | St. John's Prep (USHS-MA)               |
| 195     | Jyrki Jokipakka (O)      | Finsko    | Dallas Stars                              | Ilves (SM-liiga)                        |
| 196     | Zac Larraza (LK)         | USA       | Phoenix Coyotes (z NY Rangers)            | US NTDP (USHL)                          |
| 197     | Brad Navin (C)           | USA       | Buffalo Sabres                            | Waupaca High School (USHS-WI)           |
| 198     | Colin Sullivan (O)       | USA       | Montreal Canadiens                        | Avon Old Farms (USHS-CT)                |
| 199     | Alexander Broadhurst (C) | USA       | Chicago Blackhawks                        | Green Bay Gamblers (USHL)               |
| 200     | Michael Schumacher (LK)  | Švédsko   | Los Angeles Kings                         | Frölunda Jr. (Švédsko Jrs.)             |
| 201     | Matthew Peca (C)         | Kanada    | Tampa Bay Lightning (z Phoenixu)          | Pembroke Lumber Kings (CCHL)            |
| 202     | Brent Andrews (LK)       | Kanada    | Nashville Predators                       | Halifax Mooseheads (QMJHL)              |
| 203     | Max Everson (O)          | USA       | Toronto Maple Leafs (z Anaheimu)          | Edina High School (USHS-MN)             |
| 204     | Ryan Dzingel (C)         | USA       | Ottawa Senators (z Pittsburghu)           | Lincoln Stars (USHL)                    |
| 205     | Alexej Marčenko (O)      | Rusko     | Detroit Red Wings                         | HC CSKA Moscow (KHL)                    |
| 206     | Derek Mathers (PK)       | Kanada    | Philadelphia Flyers                       | Peterborough Petes (OHL)                |
| 207     | Garrett Haar (O)         | USA       | Washington Capitals                       | Fargo Force (USHL)                      |
| 208     | Ondřej Palát (LK)        | Česko     | Tampa Bay Lightning                       | Drummondville Voltigeurs (QMJHL)        |
| 209     | Scott Wilson (C)         | Kanada    | Pittsburgh Penguins (ze San Jose)         | Georgetown Raiders (OJHL)               |
| 210     | Henrik Tömmernes (O)     | Švédsko   | Vancouver Canucks                         | Frölunda HC (SEL)                       |
| 211     | Johan Mattsson (B)       | Švédsko   | Chicago Blackhawks (z Bostonu)            | Södertalje Jr. (Švédsko Jrs.)           |

## Draftovaní podle národnosti
| Pořadí | Země            | Počet | Podíl v % |
|        | Severní Amerika | 142   | 67,6 %    |
| ------ | --------------- | ----- | --------- |
| 1      | Kanada          | 82    | 39,1 %    |
| 2      | USA             | 60    | 28,5 %    |
|        | Evropa          | 68    | 32,4 %    |
| 3      | Švédsko         | 28    | 13,3 %    |
| 4      | Česko           | 10    | 4,8 %     |
| 4      | Finsko          | 10    | 4,8 %     |
| 6      | Rusko           | 9     | 4,3 %     |
| 7      | Slovensko       | 4     | 1,9 %     |
| 8      | Německo         | 2     | 1,0 %     |
| 8      | Norsko          | 2     | 1,0 %     |
| 8      | Švýcarsko       | 2     | 1,0 %     |
| 11     | Dánsko          | 1     | 0,5 %     |